# Glock 32
Die Glock 32 ist eine Selbstladepistole im Kaliber .357 SIG. Hersteller ist die österreichische Firma GLOCK Ges.m.b.H.
Es gibt die Glock 32 auch – so wie andere Glockmodelle – als Glock 32C (Compensator). Der Kompensator ist integraler Bestandteil der Waffenkonstruktion. Durch die in den Lauf erodierten Kompensatorbohrungen und den Fortsatz dieser Bohrungen durch den Schlitten wird ein Teil der sich bei der Schussabgabe ausdehnenden Gase nach oben abgeleitet, was das Hochschlagen der Waffe als Teil des Rückstoßes vermindert. Der Nachteil der Kompensatorkonstruktionen ist, dass durch das zum Teil nach oben geleitete Mündungsfeuer – besonders in Nachtsituationen – der Schütze geblendet werden kann und somit die Verwendung durch Militär, Polizei etc., nur eingeschränkt möglich ist.